# هيلين واتسون (مغنية)
هيلين واتسون (بالإنجليزية: Helen Watson)‏ هي مغنية مؤلفة ومغنية بريطانية، ولدت في 1960 في مانشستر في المملكة المتحدة.

## وصلات خارجية
- الموقع الرسمي
- هيلين واتسون على موقع ميوزك برينز (الإنجليزية)
- هيلين واتسون على موقع ديسكوغز (الإنجليزية)